# Saleh Abdullah Kamel
Saleh Abdullah Kamel (arabisch صالح عبد الله كامل, DMG Ṣāliḥ ʿAbd Allāh Kāmil; * 1941 in Dschidda; † 18. Mai 2020 ebenda) war ein saudi-arabischer Unternehmer.

## Leben
Kamel studierte Wirtschaftswissenschaften und gründete das saudi-arabische Unternehmen Dallah Al-Baraka. Er war Vorsitzender der Islamischen Entwicklungsbank. Ihm gehörte unter anderem das Touristenresort Durrat Al-Arus, nördlich von Dschidda am Roten Meer sowie das Medienunternehmen Arabische Radio- und Fernsehnetzwerk (ART). Nach Angaben des US-amerikanischen Forbes Magazin gehörte Kamel zu den reichsten Saudi-Arabern. Kamel war verheiratet.
Er war Honorary Fellow des Königlichen Aal-al-Bayt-Instituts für islamisches Denken (Royal Aal al-Bayt Institute for Islamic Thought) in Jordanien.
Nachdem König Salman ibn Abd al-Aziz eine Anti-Korruptionskommission unter Leitung seines Sohnes, Kronprinz Mohammed bin Salman, gegründet hatte, ließ diese im November 2017 elf Prinzen, vier Minister, viele Ex-Minister und Geschäftsleute verhaften, darunter al-Walid ibn Talal und Saleh Abdullah Kamel.